# Иванов, Виктор Николаевич (гребец)
Ви́ктор Никола́евич Ивано́в (21 декабря 1930, Москва — 14 августа 2003) — советский гребец, выступавший за сборную Советского Союза по академической гребле в 1950-х годах. Серебряный призёр Олимпийских игр в Мельбурне, трёхкратный чемпион Европы, пятикратный победитель регат национального значения. На соревнованиях представлял ДСО «Химик» (Воскресенск). Заслуженный мастер спорта СССР (1955).

## Биография
Родился 21 декабря 1930 года в Москве. Занимался академической греблей в спортивном обществе «Химик», в разные годы тренировался под руководством Петра Сергеева и Евгения Кабанова.
Первого серьёзного успеха на взрослом международном уровне добился в сезоне 1953 года, когда вошёл в основной состав советской национальной сборной и в зачёте распашных безрульных двоек одержал победу на чемпионате Европы в Копенгагене. В 1954 году побывал на европейском первенстве в Амстердаме, откуда привёз награду серебряного достоинства, выигранную в безрульных двойках — в решающем финальном заезде уступил экипажу из Дании. В 1955 и 1956 годах вновь становился лучшим на чемпионатах Европы в классе двоек без рулевого, став таким образом трёхкратным чемпионом Европы. 
Благодаря череде удачных выступлений удостоился права защищать честь страны на Олимпийских играх в Мельбурне — вместе со своим бессменным напарником Игорем Булдаковым в финале безрульных двоек пришёл к финишу вторым позади американского экипажа Джеймса Файфера и Дюваля Хехта — тем самым завоевал серебряную олимпийскую медаль.
В течение своей спортивной карьеры Виктор Иванов пять раз подряд выигрывал национальное первенство Советского Союза в программе распашных двоек без рулевого (1954—1958).
В 1955 году за выдающиеся спортивные достижения удостоен почётного звания «Заслуженный мастер спорта СССР».
Умер 14 августа 2003 года в возрасте 72 лет.

## Награды
- Орден «Знак Почёта» (27.04.1957) — «за успехи, достигнутые в деле развития массового физкультурного движения в стране, повышения мастерства советских спортсменов, и успешное выступление на международных соревнованиях»